# Colletes plumulosus
Colletes plumulosus är en biart som beskrevs av Noskiewicz 1936. Colletes plumulosus ingår i släktet sidenbin, och familjen korttungebin. Inga underarter finns listade i Catalogue of Life.